# Dykkerdragt
En dykkerdragt er designet til at beskytte en dykker fra det undersøiske miljø. En dykkerdragt kan også omfatte en luft-forsyning.
Gasforsyningen bliver normalt omtalt særskilt, da den kan indeholde forskellige komponenter alt efter, hvor dybt der dykkes. Der er ingen generisk betegnelse for en kombination af dykkerdragt og gasforsyning. Det betegnes generelt som dykkerudstyr sammen med andre nødvendige udstyr til at dykke.
Dykkerdragter kan både bestå af våddragt, tørdragt eller dykkerdragter designet til at opretholde atmosfærisk tryk til særlig dybe dykninger, hvor trykket er højt.
Den første illustration af en dykkerdragt, som man kender til, findes i Konrad Kyesers Bellifortis fra starten af 1400-tallet. Illustrationen er gengivet i Hans Talhoffers fægtemanual fra 1459 og er rekonstrueret på Middelaldercentret i Danmark. Den har vist sig funktionsdygtig og er blevet afprøvet ved flere lejligheder på op til 10 meters dybde.